# Tjuvsjön, Halland
Tjuvsjön är en sjö i Kungsbacka kommun i Halland och ingår i Kungsbackaåns huvudavrinningsområde. Sjön är 12,5 meter djup, har en yta på 0,051 kvadratkilometer och befinner sig 120 meter över havet.